# Конюховский сельсовет
Конюховский сельсовет — административная единица на территории Берестовицкого района Гродненской области Республики Беларусь. Центр сельсовета — агрогородок Конюхи, расположен в 34 км от районного центра Большая Берестовица.

## Состав
Конюховский сельсовет включает 29 населённых пунктов:
- Глебовичи — деревня.
- Грайно — деревня.
- Жорновка — деревня.
- Знайдино — хутор.
- Козлы — деревня.
- Конюхи — агрогородок.
- Могиляны — деревня.
- Одла — деревня.
- Плебановцы — деревня.
- Саросеки — деревня.

## История
Конюховский сельский Совет Берестовицкого района был образован в 1940 году и назывался раньше Глебовичский.

## Население
В 2011 году в 309 частных хозяйствах граждан проживало 675 человек, из них: дети до 15 лет — 102 чел., трудоспособного населения — 337 чел., старше трудоспособного возраста — 236 чел. Инвалидов 1 и 2 группы, пользующихся льготами — 54 чел., одиноких престарелых — 17 чел., многодетных семей — 11, участников Великой Отечественной войны — 2 чел.
Из 481 дома, расположенных на территории сельсовета — 308 жилые (из них 273 частные и 35 СПК), 79 пустующих домов с оформленным наследством, и 59 домов с неоформленным наследством.

## Промышленность и сельское хозяйство
- СПК «Макаровцы». Общая земельная площадь составляет 10057 га, в том числе сельхозугодий — 8029 га, пашни — 5131 га, сенокосов и пастбищ — 2898 га. Бал пашни составляет — 39,7. Хозяйство специализируется на мясо-молочном животноводстве, производстве зерновых, сахарной свеклы.
- Три фермерских хозяйства

## Социальная сфера
На территории сельсовета расположено государственное учреждение образование «Конюховский учебно-педагогический комплекс ясли сад — средняя школа». Директором школы с 2007 года является Щука Андрей Иосифович.  В 2014/2015 учебном году в Конюховском яслях-саду средней школе обучается 66 учащихся и 24 воспитанника дошкольных групп. Образовательный процесс обеспечивают 16 педагогов и 3 воспитателя дошкольного образования.
Также работают:
- Конюховский ФАП
- Конюховский СДК
- Сельская библиотека

## Памятные места
На территории Конюховского сельсовета находятся:
- памятник землякам в центре агрогородка Конюхи, поставленный в 1968 году;
- памятник Ольге Соломовой, в центре деревни, возле школы;
- скульптурный бюст секретаря Гродненского подпольного горкома комсомола, поставленный в 1981 году;
- обелиск на месте гибели Ольги Соломовой в деревне Жорновке;
- могила подпольщиков в 0,5 км от д. Могиляны, в лесу. В 1956 году на могиле поставлен памятник — гранитный крест с именами погибших.